# Вояджерс
Національний парк Вояджерс (англ. Voyageurs National Park) — національний парк США на півночі Міннесоти, заснований у 1975 році. Він розташований поблизу міста Інтернешнл Фоллс. Назва парку вшановує пам'ять про вояжерів — франко-канадських торговців хутром, які були першими європейськими поселенцями, які часто подорожували територією. Відомий своїми видатними водними ресурсами, парк популярний серед байдарників, каячників, човнярів і рибалок. До півострова Кабетогама, який повністю лежить у парку і становить більшу частину його території, можна дістатися лише на човні. На схід від парку розташована дика місцевість Баундарі Вотерс.
Парк має кілька спусків для човнів і центри для відвідувачів на його периферії, хоча до основної частини парку можна дістатися лише на човні або, взимку, на снігоході, лижах або снігоступах. У 2018 році парк прийняв 239 656 відвідувачів.

## Геологія

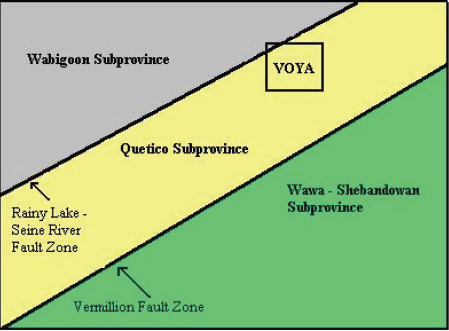
Схематична геологічна карта національного парку Вояджерс

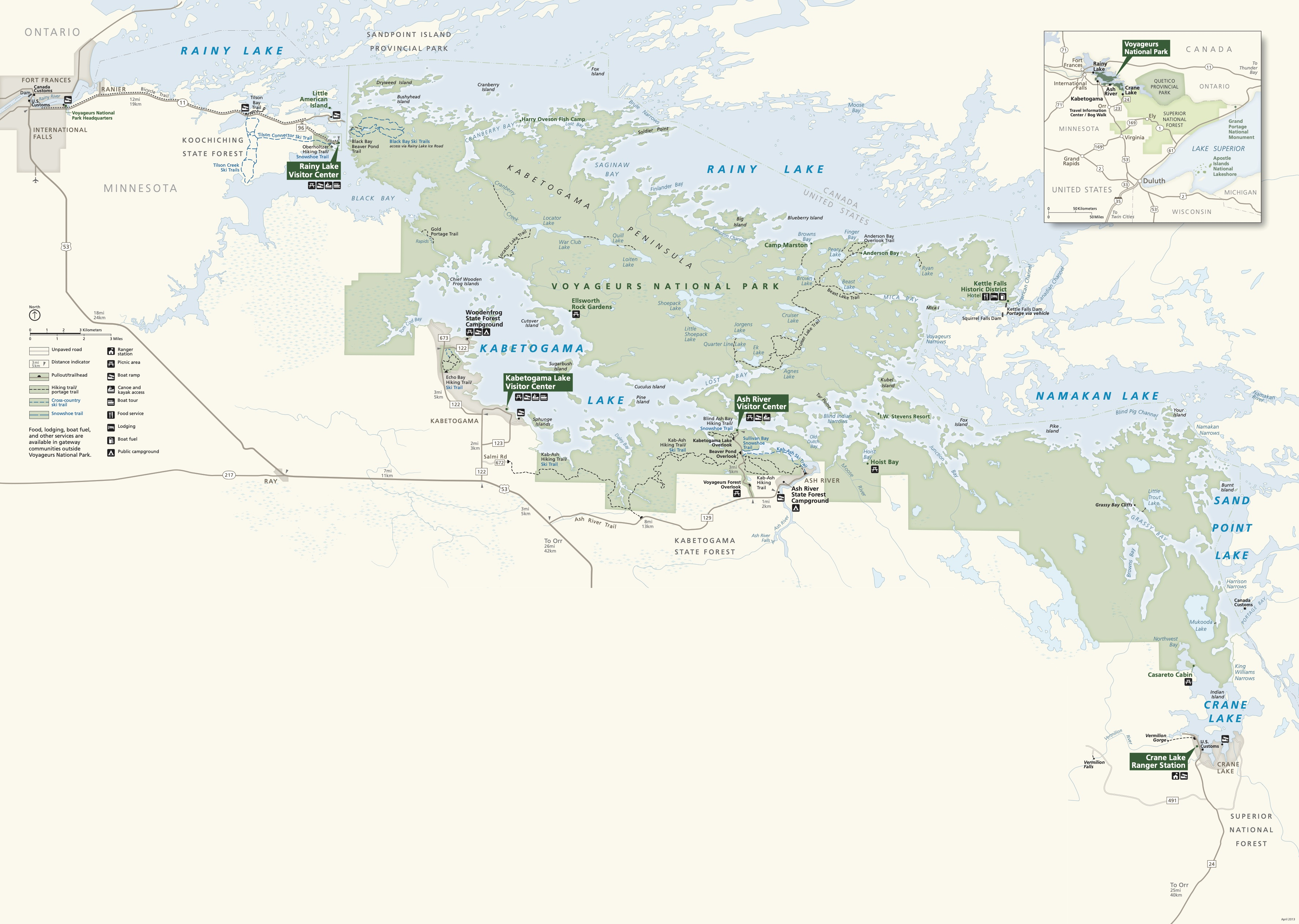
Карта парку

Національний парк Вояджерс розташований на Канадському щиті, середній вік гірських порід від 1 до 3 мільярдів років. Це одні з найдавніших скель на північноамериканському континенті/ Скелі парку, утворені в ранні періоди формування землі, були стиснуті та згорнуті під величезним тиском. Потім розплавлені потоки лави вдертися крізь шари, утворюючи мозаїку з різних гнейсів і гранітів. З часом на вершині утворилися додаткові шари осадових порід, які були зняті континентальними льодовиками Вісконсинського льодовикового періоду та раніше.
Більшість скель у парку належать до підпровінції Археон-Кветіко, верхньої фізико-географічної провінції, пов'язаної з орогенезом Кеноран. Вони складаються із сланців і гнейсів на заході та в центральній частині парку та гранітних порід гранітного комплексу Вермільйон (2,69–2,64 млрд років тому) на сході та південному сході. Рій Кабетогама-Кенора (від 2,2 до 2,1 млрд років тому) слідує за північно-західною системою докембрійських розломів. Північно-західний кут парку містить метаморфизовані породи субпровінції Вабігун, які утворюють північно-східний пояс зелених каменів. Бічний зсув розділяє дві підпровінції, званий зоною розлому Рейні-Лейк-Річка Сена. Саме ця північно-західна частина парку, на півострові Кабетогама, пережила золоту лихоманку з 1893 по 1898 рік. Маленька американська шахта на острові Літл-Амерікан є однією з 13 покинутих шахт у межах парку. Кінцеві морени знаходяться в південній частині парку, тоді як північна частина містить вимиті льодовиком озерні басейни, але скупчення льодовикових вод і льодовиків менше ніж на 100 футів є нормою. У межах парку помітні відкладення озера Агассіз, є поширеними льодовикові смуги та льодовикові ерратики.
Найбільше місто поблизу національного парку Вояджерс — Інтернешнл-Фоллс, штат Міннесота. На відміну від багатьох інших національних парків, де основний доступ до парку здійснюється на автомобілі, велосипеді або пішки, основний доступ до Вояджерс здійснюється через воду. Багато відвідувачів подорожують на байдарках і каное, а інші орендують плавучі будинки або катаються на екскурсійному човні.
Парк охоплює повністю або частково чотири великі озера:
- Дощове озеро
- Озеро Кабетогама
- Озеро Намакан
- озеро Сенд-Пойнт(інші мови)

З них озера Намакан, Рейні та Сенд-Пойнт розташовані на кордоні між США та Канадою. До озер Намакан і Сенд-Пойнт можна дістатися лише на човні, за винятком зими. Південною межею парку є північний берег Журавлиного озера. У парку багато менших озер, особливо на півострові Кабетогама. Найпопулярніші з них знаходяться на стежці Locator Lakes.

## Діяльність

### Кемпінг

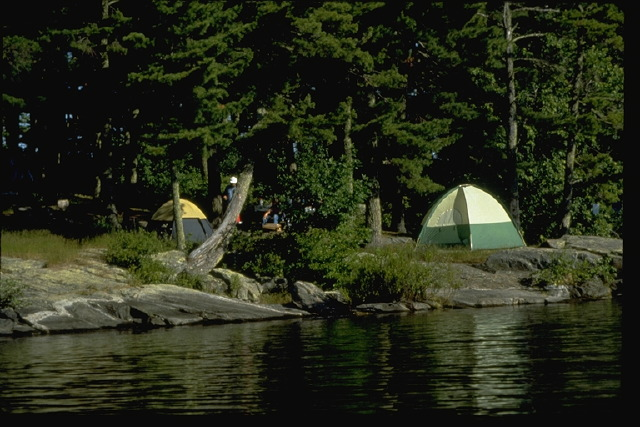
Кемпінг на березі парку

Кемпінги обслуговуються Службою національних парків і доступні лише з води. 282 об'єкти класифікуються як намети, плавучі будинки або місця денного використання; всі позначені знаками. Наметники не можуть таборувати в місцях для плавучих будинків або денних місць. Карти, що показують розташування цих місць, доступні в центрах для відвідувачів. Для ночівлі потрібні дозволи. Дозволи можна отримати на сайті recreation.gov і в будь-якому центрі для відвідувачів парку або на спуску для човнів. Громадські та приватні кемпінги, доступні на автомобілі, розташовані поблизу периметра парку

### Риболовля
У головних озерах парку водяться судак, північна щука, щука-маскінонг, малоротний окунь і помоксис. У невеликих озерах, усіяних територією парку, також зустрічаються великоротий окунь, озерна форель, синьожабровий та інші маленькі сонячні риби та жовтий окунь, хоча не в кожному озері є всі види. Наприклад, озерна форель зустрічається переважно в озері Круїзер на північ від водоспаду Кеттл. Озера Шупек і Рут у центрі півострова парку є домом для штаму щуки-маскінонг, яка помітно відрізняється від штаму Міссісіпі (або штаму Ліч-Лейк), поширеного на півдні Міннесоти та Вісконсіна. Озерний сиг також є популярним до вилову через спортивні сітки восени, коли вони переходять на мілководдя для нересту.

### Катання на човні
Відвідувачі парку досліджують його озера та острови на каное, каяках і моторних човнах. Внутрішній півострів парку доступний лише з води, за винятком зимового періоду, коли замерзлі озера утворюють маршрути. У парку діє система прокату каное й човнів для пересування внутрішніми озерами. У літні місяці також надається трансфер до одного з озер у глибині парку, а також проводяться екскурсії на човнах під керівництвом рейнджерів, які знайомлять з природою та історією парку.

### Піші прогулянки
У парку прокладено понад 80 км (50 миль) піших маршрутів. Хоча частина з них розташована на материку, більшість перетинає внутрішній півострів парку, включаючи довгі маршрути для беккантрійного (віддаленого) туризму.

### Спостереження за зірками
Оглядовий майданчик «Voyageurs Forest», оглядовий пункт «Beaver Pond» та район дамби Kettle Falls є популярними місцями для астроспостережень. У 2020 році Міжнародна асоціація темного неба надала парку статус Міжнародного парку темного неба.

### Зимовий сезон

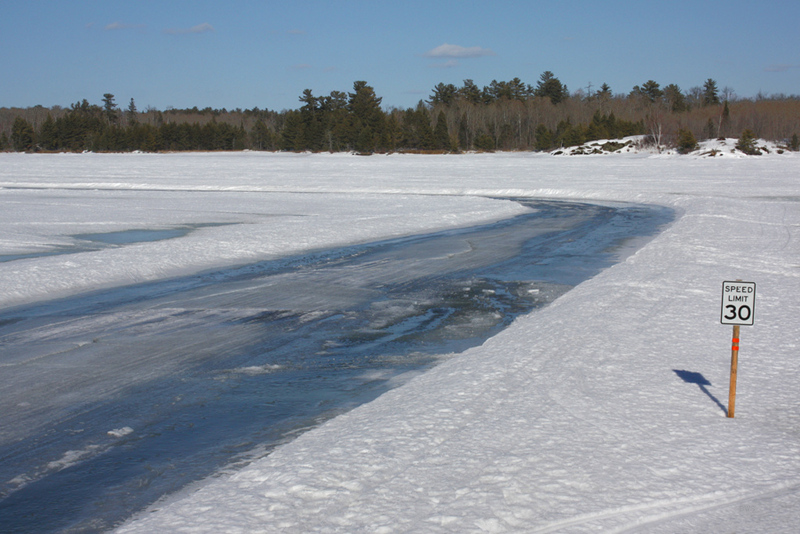
Крижана дорога Rainy Lake на початку квітня 2013 року

З кінця листопада до початку квітня парк покривається снігом. На озері Рейні (англ. Rainy Lake) розчищається та маркується льодова дорога від причалу біля візитер-центру у напрямку Журавлиної затоки (англ. Cranberry Bay) або навколо острова Драйвід (англ. Dryweed Island), залежно від стану льоду. Серед доступних зимових активностей: їзда по льоду, снігоходинг, лижні прогулянки, зимовий кемпінг, риболовля на льоду та ходіння на снігоступах. Снігоходи дозволені лише на поверхні замерзлих озер і на мальовничій трасі «Ланцюг озер (англ. Chain of Lakes)» через центр півострова Кабетогама. Карти маршрутів доступні у туристичних центрах.
Використання снігоходів у Національному парку Вояджерс, як і в Єллоустоні, є суперечливим питанням. Противники стверджують, що вони шкодять природній красі парку та негативно впливають на дику природу.

#### Офіційно призначені снігохідні траси
- Траса озера Рейні (англ. Rainy Lake Trail) — має довжину 45 км (28 миль) і пролягає від затоки Блек-Бей (центр для відвідувачів Рейні-Лейк) до водоспадів Кеттл-Фолс. Йде вздовж північного узбережжя півострова Кабетогама, минаючи прибережні острови. Перед водоспадами Кеттл-Фолс повертає на південь у глибоку затоку, а потім проходить суходолом, щоб уникнути небезпечного льоду на звуженнях[12].

- Траса Кеттл-Фолс (англ. Kettle Falls Trail) — 12 км (7,4 милі), пролягає суходолом уздовж вузького перешийка, уникаючи тонкого та потрісканого льоду, до західного краю озера Намакан.
- Траса Руддер-Бей (англ. Rudder Bay Trail) — короткий з'єднувальний маршрут, який оминає північну частину західного узбережжя озера Намакан і вузьке місце Вояджер, ведучи до центру відвідувачів Еш-Ривер. Тут вона з'єднується з трасою Вояджер[12].
- Траса Вояджер (англ. Voyageur Trail) — складається з кількох сегментів. Починається біля лоджу Thunderbird. Від затоки Блек-Бей (візитер-центр озера Рейні) тягнеться майже на 10 км (6 миль) до з'єднання з трасою Ланцюг озер на півострові Кабетогама. Далі ще 6 км (3,5 милі) через західну частину озера Кабетогама веде в громаду Кабетогама, де короткий відрізок у 2 км (1 миля) веде до візитер-центру Кабетогама. У громаді Кабетогама є з'єднання з трасами: Arrowhead Trail, Woody's Trail, Peterson Bay Trail, Tone Dawg Trail і Ray Access Spur[12]. Після виходу з центру для відвідувачів Кабетогама, траса Вояджер перетинає південну частину озера Кабетогама (11 км, 7 миль) до вузької протоки Кабетогама (центр Еш-Ривер) і траси Руддер-Бей. Ще 5 км (3 милі) веде до Еш-Ривер. У Еш-Ривер є з'єднання з іншими маршрутами, зокрема Bill Morgan Trail і «Ash River Links» до Arrowhead Trail та Crane Lake. Якщо залишитися на трасі Вояджер, вона проходить південним берегом озера Намакан, а далі прямує на південь через озеро Накд Пойнт, Мукода та Журавлине озеро до містечка Крейн. Ця остання ділянка має довжину 45 км (28 миль). Загальна довжина траси Вояджер — близько 60 км (37 миль)[12].

## Клімат
Згідно з класифікацією клімату Кеппена, Національний парк Вояджерс має вологий континентальний клімат із теплим літом і опадами протягом усього року (Dfb). Відповідно до даних Міністерства сільського господарства США, зона морозостійкости рослин у районі центру для відвідувачів річки Еш (344 метри над рівнем моря) — 3a, із середньорічною найнижчою температурою -37,9 °C.
| Клімат Kabetogama, Minnesota, 1991–2020 normals, extremes 1997–present | Клімат Kabetogama, Minnesota, 1991–2020 normals, extremes 1997–present | Клімат Kabetogama, Minnesota, 1991–2020 normals, extremes 1997–present | Клімат Kabetogama, Minnesota, 1991–2020 normals, extremes 1997–present | Клімат Kabetogama, Minnesota, 1991–2020 normals, extremes 1997–present | Клімат Kabetogama, Minnesota, 1991–2020 normals, extremes 1997–present | Клімат Kabetogama, Minnesota, 1991–2020 normals, extremes 1997–present | Клімат Kabetogama, Minnesota, 1991–2020 normals, extremes 1997–present | Клімат Kabetogama, Minnesota, 1991–2020 normals, extremes 1997–present | Клімат Kabetogama, Minnesota, 1991–2020 normals, extremes 1997–present | Клімат Kabetogama, Minnesota, 1991–2020 normals, extremes 1997–present | Клімат Kabetogama, Minnesota, 1991–2020 normals, extremes 1997–present | Клімат Kabetogama, Minnesota, 1991–2020 normals, extremes 1997–present | Клімат Kabetogama, Minnesota, 1991–2020 normals, extremes 1997–present |
| Показник                                                               | Січ.                                                                   | Лют.                                                                   | Бер.                                                                   | Квіт.                                                                  | Трав.                                                                  | Черв.                                                                  | Лип.                                                                   | Серп.                                                                  | Вер.                                                                   | Жовт.                                                                  | Лист.                                                                  | Груд.                                                                  | Рік                                                                    |
| Абсолютний максимум, °C                                                | 8                                                                      | 14                                                                     | 26                                                                     | 28                                                                     | 33                                                                     | 37                                                                     | 35                                                                     | 35                                                                     | 33                                                                     | 31                                                                     | 22                                                                     | 8                                                                      | 37                                                                     |
| Середній максимум, °C                                                  | 3,5                                                                    | 5,3                                                                    | 14,3                                                                   | 21,0                                                                   | 28,4                                                                   | 29,5                                                                   | 31,9                                                                   | 30,9                                                                   | 28,7                                                                   | 23,4                                                                   | 13,3                                                                   | 4,7                                                                    | 32,7                                                                   |
| Середня температура, °C                                                | −15,6                                                                  | −13,4                                                                  | −5,4                                                                   | 2,4                                                                    | 10,1                                                                   | 15,8                                                                   | 18,2                                                                   | 17,0                                                                   | 12,3                                                                   | 5,0                                                                    | −3,5                                                                   | −11,3                                                                  | 2,6                                                                    |
| Середній мінімум, °C                                                   | −36,2                                                                  | −35                                                                    | −27,7                                                                  | −13,5                                                                  | −4,3                                                                   | 0,6                                                                    | 5,1                                                                    | 3,1                                                                    | −1,9                                                                   | −7,4                                                                   | −19,7                                                                  | −30,5                                                                  | −37,8                                                                  |
| Абсолютний мінімум, °C                                                 | −46                                                                    | −46                                                                    | −36                                                                    | −21                                                                    | −7                                                                     | −2                                                                     | 2                                                                      | −1                                                                     | −6                                                                     | −13                                                                    | −29                                                                    | −40                                                                    | −46                                                                    |
| Днів з опадами                                                         | 8,0                                                                    | 7,0                                                                    | 5,7                                                                    | 6,7                                                                    | 11,8                                                                   | 13,0                                                                   | 11,5                                                                   | 10,0                                                                   | 12,0                                                                   | 10,6                                                                   | 8,0                                                                    | 8,8                                                                    | 113,1                                                                  |
| Днів зі снігом                                                         | 7,1                                                                    | 6,4                                                                    | 3,9                                                                    | 2,4                                                                    | 0,1                                                                    | 0,0                                                                    | 0,0                                                                    | 0,0                                                                    | 0,0                                                                    | 0,7                                                                    | 5,3                                                                    | 9,3                                                                    |                                                                        |
| ---------------------------------------------------------------------- | ---------------------------------------------------------------------- | ---------------------------------------------------------------------- | ---------------------------------------------------------------------- | ---------------------------------------------------------------------- | ---------------------------------------------------------------------- | ---------------------------------------------------------------------- | ---------------------------------------------------------------------- | ---------------------------------------------------------------------- | ---------------------------------------------------------------------- | ---------------------------------------------------------------------- | ---------------------------------------------------------------------- | ---------------------------------------------------------------------- | ---------------------------------------------------------------------- |

## Флора і фауна

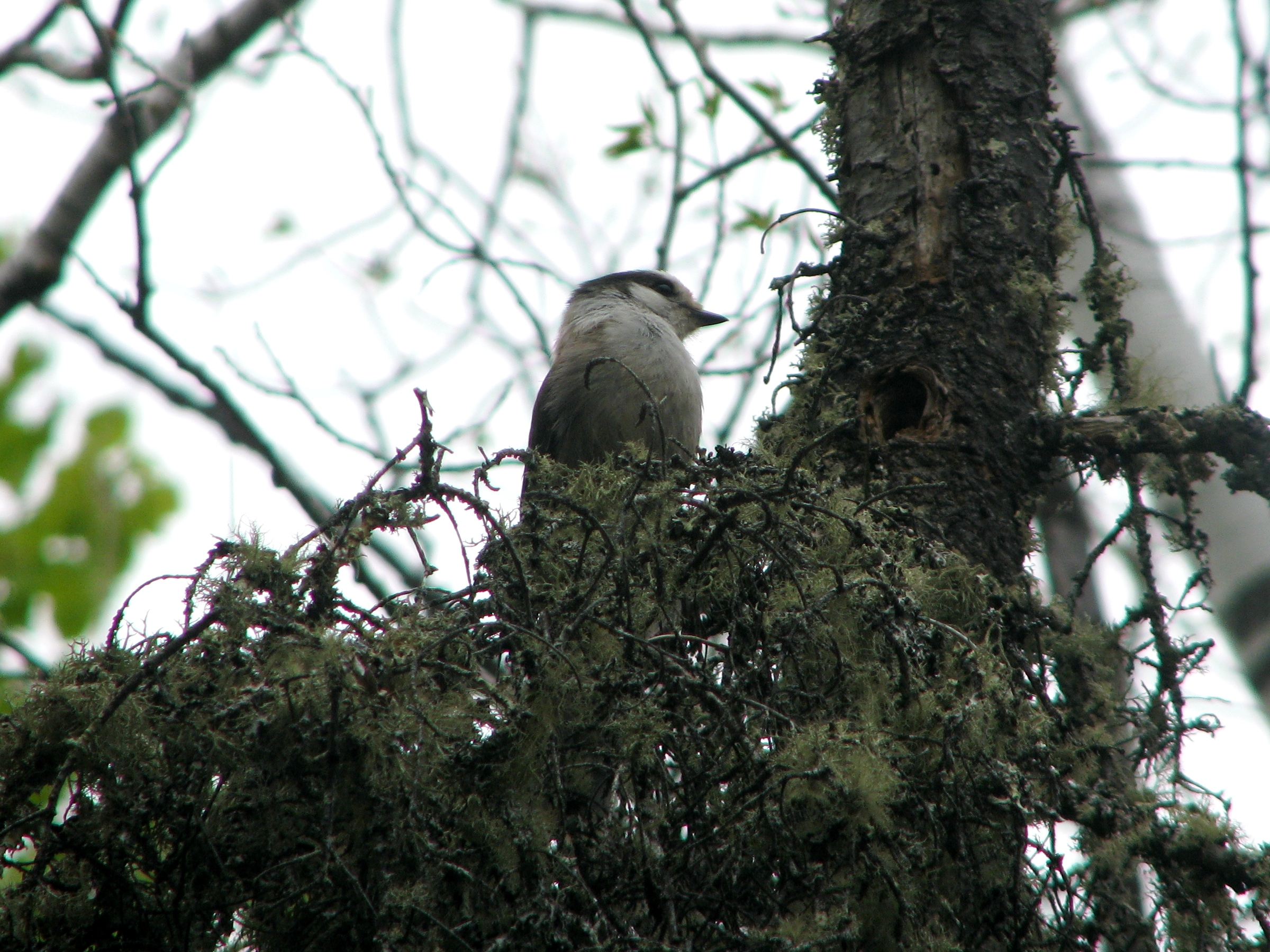
Канадські кукші розмножуються в бореальних лісах парку

За класифікацією потенційної природної рослинности США, розробленою А. В. Кюхлером, у Національному парку Вояджерс визначено два типи рослинности: зона ялини/ялиці Великих озер (тип 93) з формою північного хвойного лісу (форма 22), та соснова зона Великих озер (тип 95) з тією ж формою північного хвойного лісу (форма 22).
У парку мешкають лісові вовки, чорні ведмеді, лосі, численні білохвості олені, а також дрібні ссавці, такі як лисиці, бобри, річкові видри, ондатри, заєць-русак, ласка — взимку їх можна побачити, коли вони перетинають замерзлі озера. У жовтні 2022 року фотопастка зафіксувала на території парку самця пуми. Серед поширених птахів — білоголовий орлан, гагара, баклан вухатий, сови та вівчарики.

## Історія

### Заснування парку
Вперше пропозицію створити національний парк у штаті Міннесота висунула законодавча влада штату в квітні 1891 року, звернувшись до президента США. Але лише майже через 80 років, 8 січня 1971 року, федеральний закон про створення парку підписав президент Річард Ніксон. Офіційно парк був створений у 1975 році. Це єдиний національний парк у штаті Міннесота.

### Перші жителі
Територія Національного парку Вояджерс заселена людьми вже близько 10 000 років. У період палеоіндіанської культури сюди почали прибувати перші люди, коли відступали води льодовикового озера Агассіз. У період архаїки (8000 до н. е. — 100 до н. е.) кочові племена рухалися слідом за тваринами, яких вони полювали, та слідкували за стиглими зернами. У цей період рибальство стало важливим джерелом харчування. Під час періоду лісової культури (100—900 н. е.) зросло значення дикого рису. Саме тоді з'явилися керамічні вироби та невеликі трикутні наконечники стріл із боковими зазубнями.

### Хутрова торгівля
Європейські дослідження території розпочалися близько 1688 року. Французький дослідник Жак де Нуайон провів зиму на Рейні-Ривер. Проте саме попит на боброве хутро привів до масового освоєння регіону торгівцями хутром. Коли популяції бобрів у східних регіонах зменшились, вояджери (франко-канадські торговці) розширили свої маршрути в північно-західні території Північної Америки. У цих місцях, на сучасному кордоні США та Канади, вони вперше зустріли корінні племена крі, монсоні та ассінібойнів. До середини XVIII століття ці народи залишили район озера Рейні, поступившись його територією племені оджибве. До 1780 року саме оджибве були основними мешканцями прикордонної зони, виконуючи ключові ролі в забезпеченні харчами, хутром та каное.

### Лісозаготівля

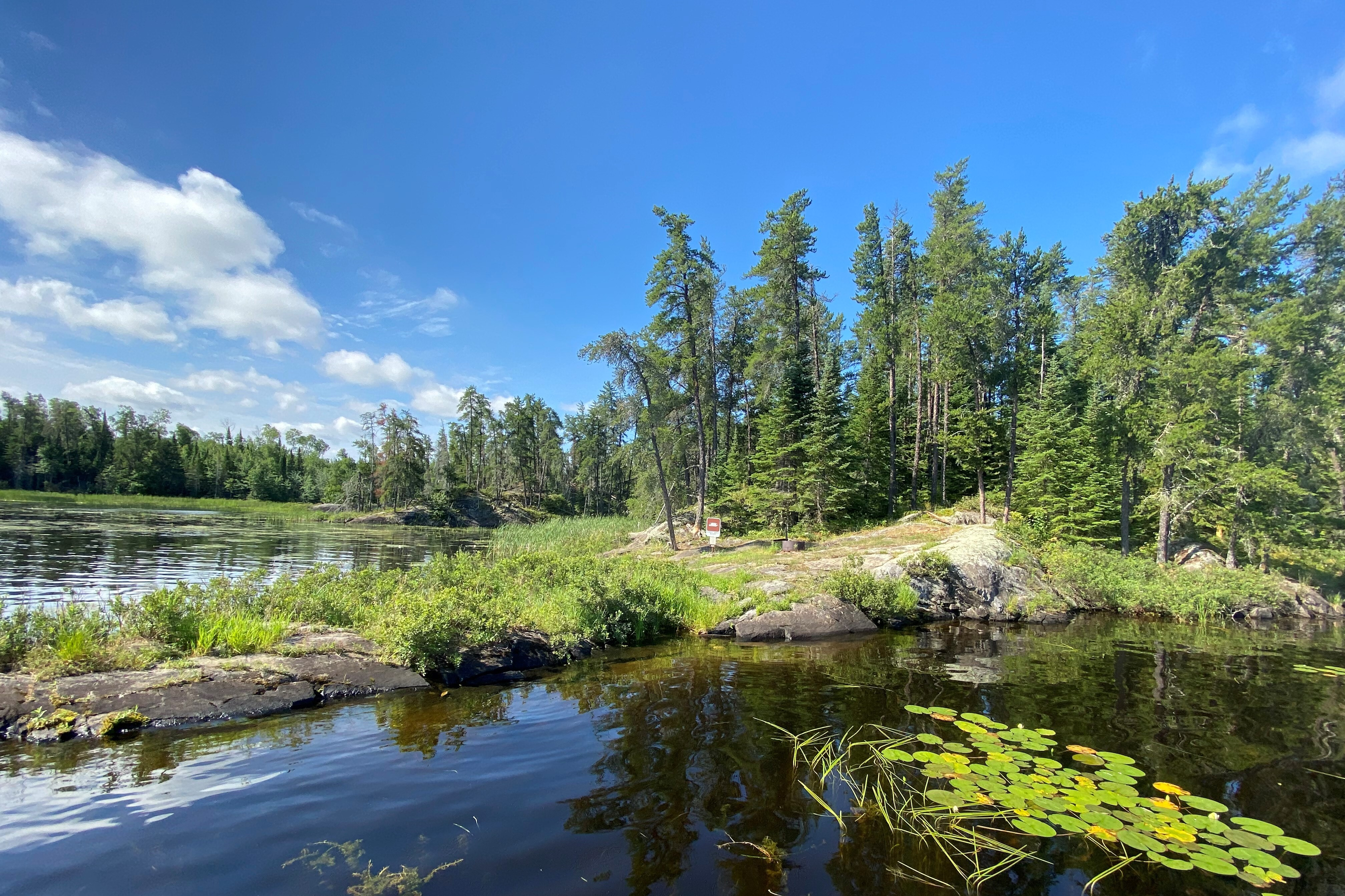
Вигляд на скелястий берег з лісом

Лісозаготівля прийшла в північні ліси після того, як білі сосни в Мічигані, Вісконсині та центральній Міннесоті були вирубані. Починаючи з 1880–1890-х років, лісова промисловість активно розвивалась, і згодом з'явилися дві великі лісозаготівельні компанії. Міжнародна лісозаготівельна компанія працювала в окрузі Кучичинг, використовуючи пилорами в Інтернешнл-Фоллс та Форт-Франсіс до 1937 року. Постійна потреба у воді спричинила будівництво дамб у містах Інтернешнл-Фоллс, Кетл-Фоллс та Скуіррел-Фоллс на початку ХХ століття. Компанія Virginia and Rainy Lake Lumber Company вела вирубку на сході, в окрузі Сент-Луїс, і транспортувала ліс униз по річці до затоки Гойст-Бей до 1929 року. Назва цієї затоки походить від підйомного механізму, що використовувався для витягування колод із води. Потім дерева доставляли поїздами на пилорами в місто Вірджинія, штат Міннесота. Лісозаготівля змінила склад лісу: місце, де раніше домінували білі й червоні сосни, тепер містить їх лише у незначній кількості. У парку збереглося дуже мало ділянок із великими, старими деревами.

### Золота лихоманка на озері Рейні
Улітку 1893 року Джордж Девіс, фінансований Чарльзом Муром, виявив золото на озері Рейні. Девіс працював на невеликому острові поблизу протоки Блек-Бей, де знайшов золотоносну кварцову жилу. Це відкриття отримало назву «Маленька Американка» (англ. Little American) і дало сучасну назву острову — острів Літл Американ. Після підтвердження відкриття Чарльз Мур найняв Джеффа Гілдрета, шахтаря з Блек-Гіллс, щоб той оформив право власности на острів. Навесні 1894 року почалося освоєння родовища та будівництво міста Рейні-Лейк-Сіті. Місто було офіційно зареєстроване 17 березня 1894 року. До літа Рейні-Лейк-Сіті перетворився на громаду з кількох сотень мешканців. Тут були школа, банк, універсальний магазин, готелі, ресторани, газета, магазин залізних товарів, м'ясна крамниця та кілька салунів.
Після відкриття шахти Літл Американ до регіону потягнулися інші шукачі золота. У межах парку досі можна побачити залишки 13 шахт, серед яких: шахта Лайл на північ від острова Драйвід, шахта Біг Американ на острові Біг Американ, шахта Бушігед на острові Бушігед, а також шахта Солджер на острові Драйвід. Через низький рівень видобутку золотодобування швидко занепало, і вже до 1898 року золота лихоманка закінчилася. До 1901 року місто Рейні-Лейк-Сіті остаточно зникло.

### Заселення і рекреація
На момент створення парку в 1975 році навколо нього діяло понад 60 курортів. У межах парку було 12 курортів, 97 орендованих ділянок із котеджами та понад 120 приватних рекреаційних будинків. Багато власників продали землю та будівлі уряду. Дехто вирішив залишити територію одразу після продажу, інші — уклали угоди про довічне проживання або 25-річне право користування та перебування. В міру звільнення цих ділянок Служба національних парків видаляє споруди для відновлення природного середовища. Втім, двадцять об'єктів, що містять понад 50 споруд, залишено у власності та під управлінням Служби національних парків через їхню історичну цінність.

### Промислове рибальство
Масштабне рибальство на Рейні-Ривер почалося ще у 1892 році. До кінця 1890-х і початку 1900-х років у регіоні працювало 7–8 риболовецьких компаній, більшість із яких були розташовані на озері Крейн. Основним продуктом була ікра, яку отримували з осетрових. Однак великі відстані та відсутність холодильного обладнання призвели до занепаду галузі. До 1930-х років усі великі риболовецькі підприємства припинили свою діяльність.
На зміну їм прийшло сімейне рибальство. До 1910 року діяло близько 48 родинних господарств. Улови продавалися на місцевих аукціонах у Кетл-Фоллс. У 1923 році комерційне рибальство на озері Кабетогама було заборонено. До 1942 року лише 10 ліцензованих сімейних підприємств залишалися активними. Залишки старих риболовецьких таборів і місць для обробки сітей збереглися донині. Найкраще збережений — рибальський табір Овесон (приблизно 1950-ті роки).

## Пам'ятки

### Центри для відвідувачів
У парку є три центри відвідувачів для отримання інформації, перегляду фільмів і експонатів про геологію, дику природу, рослини та історію парку:

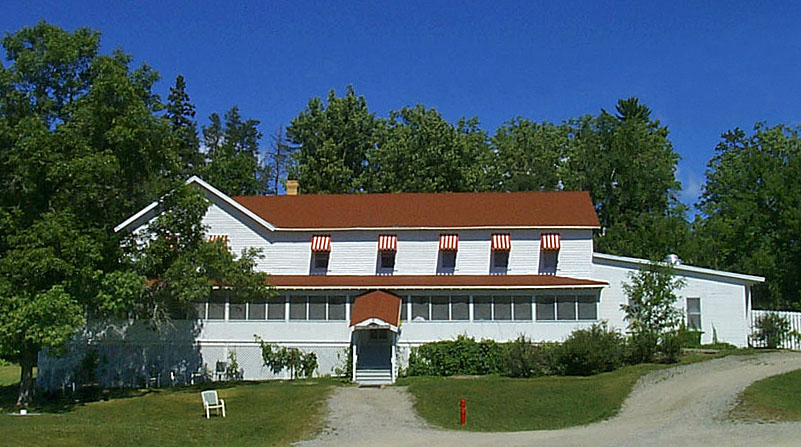
Готель Кетл-Фоллс

| Назва            | Сезон експлуатації                                 | Розташування | малюнок |
| ---------------- | -------------------------------------------------- | --- | ------- |
| Еш-Ривер         | Відкритий сезонно, з кінця травня до кінця вересня | Розташований на південній межі парку приблизно в 11 миль (18 км) від US Route 53 на Дорозі округу Сент-Луїс 129 (шлях Еш-Ривер)                       |         |
| Озеро Кабетогама | Відкритий сезонно, з кінця травня до кінця вересня | Розташований у громаді Кабетогама на південно-західній околиці парку приблизно за 3 милі (5 км) від US Route 53 на дорогах округу Сент-Луїс 122 і 123 |         |
| Дощове озеро     | Відкритий цілий рік                                | Розташований 19 км на схід від Інтернешнл Фоллс в кінці дороги округу Кучічінг 96, біля 11 Шосе штату Міннесота                                       |         |

### Місця на озері Рейні

#### Готель Кетл-Фоллс
Кетл-Фоллс розташований між озерами Намакан і Рейні та є місцем розташування готелю Кеттл Фоллс. Готель був збудований у 1910 році лісопромисловцем Едом Роузом і функціонує як готель та курорт до сьогодні. У 1976 році його було внесено до Національного реєстру історичних місць США. Дістатися до Кетл-Фоллс можна лише човном у літні місяці. Це одне з небагатьох місць у континентальній частині США, звідки можна подивитися на південь — і побачити Канаду.

#### Затока Андерсон (англ.Anderson Bay)
Затока є яскравим прикладом, чому було створено національний парк. Скелі затоки підіймаються на 20 метрів над водою. З вершини відкривається краєвид на затоку та озеро Рейні. Андерсон-Бей — це північна вихідна точка для системи маршрутів Cruiser Lake Trail. З місця висадки прокладено кільцеву стежку до вершини скель. Затока розташована на дві третини шляху між візитор-центром озера Рейні та мисом Кетл-Пойнт, на північному боці півострова Кабетогама.

#### Острів Геодезистів (англ.Surveyor's Island)
Цей острів розташований на східному кінці озера Рейні й позначає вхід до Американського каналу, що веде до Кетл-Фоллс. На початку 1900-х років тут розташовувався табір геодезистів, які проводили обмір кордону. Вояжери використовували острів як місце відпочинку перед виходом на відкриті води озера Рейні.

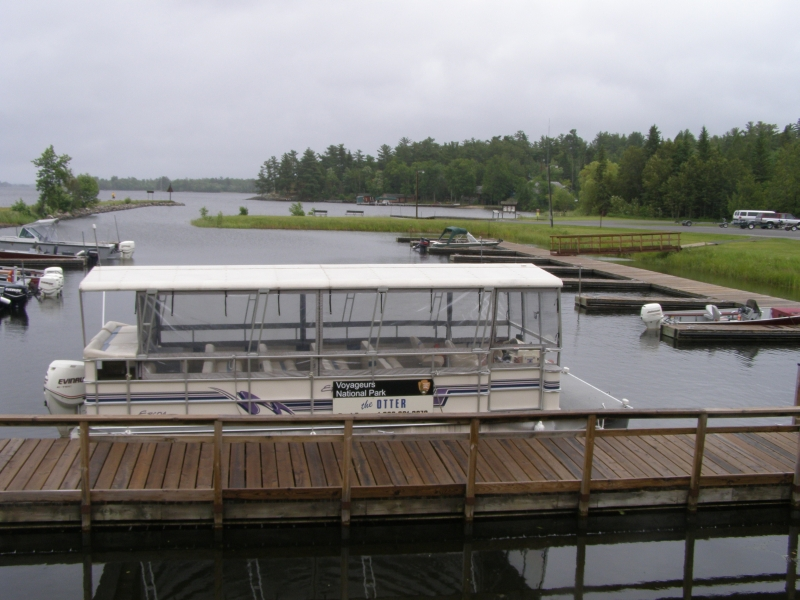
Гавань Кабетогама та туристичний катер

#### Табір Марстона (англ.Camp Marston)
У цьому таборі з 1922 по 1940 рік проводився літній табір для студентів-інженерів Університету штату Айова. Сьогодні тут зберігся будинок під назвою «Поларіс», у якому мешкали викладачі, а також фундаменти та димоходи інших споруд.

#### Місто Рейні-Лейк-Сіті (англ.Rainy Lake City)
Це місто виникло під час золотої лихоманки 1890-х. Воно має довшу історію, ніж просто золота лихоманка. Тут досі стоїть салун, який планується пристосувати під музейну експозицію. Можна побачити залишки вулиць та археологічні сліди будівель. Місто розташоване на північно-західній точці півострова Кабетогама навпроти острова Літл Американ.

#### Рибальський табір Гаррі Овесона (англ.Harry Oveson Fish Camp)
Це повністю збережений комерційний риболовецький табір. Тут залишилися будинок Овесона, льодовий будинок та приміщення для обробки риби.

#### Острів Літл Американ (англ.Little American Island)
Цей острів розташований на озері Рейні на північ від материка і є найзахіднішим островом у межах парку. Саме тут у 1893 році було знайдено золото. Острів обладнано доступною стежкою, туалетом і причалом.

### Місця на озері Кабетогама

#### Скельні сади Еллсворта (англ.Ellsworth Rock Gardens)
Це була дивовижна скульптурна композиція, колись засаджена квітами. Містер Еллсворт створив сад поруч із родинною дачею. Екскурсійні човни з візитор-центру Кабетогама відвідують це місце на північному березі озера.

#### Перевал Гаксоу (англ.Hacksaw Pass)
У цьому місці можна побачити кілька заболочених ділянок, перевал Голд-Портедж, родинну резиденцію Вуденфрогів та інші місця, пов'язані з історією племені оджибве.

### Місця на озері Намакан

#### Затока Гойст-Бей (англ.Hoist Bay)
У цій затоці велися лісозаготівлі та сезонна рекреація. Можна побачити залишки пірсів від старого залізничного мосту та будівлі з курортної епохи. Місце обладнано для денного використання. Затока розташована на південному березі озера Намакан, на схід від річки Еш і візитор-центру.

#### Індіанське село на річці Мус (англ.Moose River Indian Village)
Річка Мус впадає в затоку Мус, західніше Гойст-Бей. Плем'я бойз-форте оджибве мешкало в цьому регіоні з 1760-х по 1930-ті роки. Вони залишалися в цій місцевості до створення резервації Нетт-Лейк. П'ять племінних груп жили по всій території парку — від озера Кабетогама до Кетл-Фоллс, Блек-Бей на озері Рейні, Крейн-Лейк і річки Мус.

#### Курорт I.W. Stevens Pine Cove
Цей курорт є прикладом рекреації першої половини ХХ століття. Історичні будівлі розташовані серед мальовничих сосен. Тут збереглися будинок Стівенса, гостьовий котедж, сауна, генераторна та льох. Стівенс придбав ділянку в компанії Virginia & Rainy Lake Lumber Company. Компанія вирішила не вирубувати червону сосну, тому багато дерев досягли великого віку.

### Місця на озерах Сенд-Пойнт і Крейн

#### Літній котедж Казарето (англ.Casareto Summer Cabin)
Котедж Казарето — приклад літніх рекреаційних котеджів у парку. Він розташований на піщаному пляжі.

#### Затока Грассі-Бей (англ.Grassy Bay)
Це велика західна затока озера Сенд-Пойнт, багата на природні та культурні ресурси. Скелі в цьому районі відомі серед відвідувачів парку. Котедж Міттет є прикладом ранньої рекреації (1880–1920-ті роки).

#### Маєток Інгерсолла (Ingersoll Estate)
Особняк був збудований у 1928 році філантропом з Іллінойсу Вільямом Інгерсоллом. Маєток розташовувався на видному місці з озера, північніше Геррісон-Нарроуз. Проте у 2014 році особняк обвалився через конструктивні проблеми, відсутність ремонту та несприятливу погоду. Після цього залишки будівлі були прибрані й збережені для можливого відновлення.

## Попередження та безпека

### Безпека на воді
Безпечні судноплавні канали на головних озерах позначені Бере́говою охороною США. Під час підйому за течією, зелені буйки з номерами позначають лівий (портовий) бік каналу, а червоні номерні буйки — правий (правий борт). При русі вниз за течією позначення змінюються на протилежні. На озерах Рейні та Намакан напрямок вгору за течією — це на схід, на озері Кабетогама — на захід., на озерах Сенд-Пойнт і Крейн — на південь.
У парку багато небезпечних каменів, які можуть знаходитися безпосередньо під поверхнею води. Менш як 10 % цих перешкод позначено. Геологічна структура парку представлена паралельними хребтами скель, з яких утворилися острови та півострови.

### Зима
Снігоходи — популярна розвага в зимовий період. У розпал сезону найнебезпечніші зони з тонкою кригою або відкритою водою — це річища, зокрема Рейні-Ривер та всі вузькі проходи. Підлідні течії утворюють тиск, що спричиняє тріщини та м'які ділянки льоду. Снігохідники зазвичай уникають цих місць.

### Шахти
У Національному парку Вояжерс знаходяться тринадцять закинутих шахт із двадцятьма двома відкритими отворами. Усі вони розташовані в північно-західному куті парку в межах зелено-каменного поясу озера Рейні. Частина старих розвідувальних шурфів, шахт і вирізаних кар'єрів заросли рослинністю та можуть бути малопомітними. Усі ці місця були обстежені кваліфікованим персоналом парку і не становлять серйозної небезпеки.

## Міжнародний кордон
Вояжери проходили маршрут довжиною понад 3 200 км (2 000 миль) від Гранд-Портедж до озера Атабаска. Цей добре відомий водний шлях між озером Верхнім та озером Вудс згодом став офіційним кордоном згідно з Паризьким мирним договором 1783 року.